# Bahlaii, Starokosteantîniv
Bahlaii (în ucraineană Баглаї) este localitatea de reședință a comunei Bahlaii din raionul Starokosteantîniv, regiunea Hmelnîțkîi, Ucraina.
Localitatea face parte din regiunea istorică Volânia, iar după tratatul de pace de la Riga din 1921 a devenit parte a Uniunii Sovietice.

## Demografie
Componența lingvistică a localității Bahlaii
     Ucraineană (99,18%)
     Alte limbi (0,82%)
Conform recensământului din 2001, majoritatea populației localității Bahlaii era vorbitoare de ucraineană (99,18%), existând în minoritate și vorbitori de alte limbi.